# Campanula robertsonii
Campanula robertsonii är en klockväxtart som beskrevs av James Sykes Gamble. Campanula robertsonii ingår i släktet blåklockor, och familjen klockväxter.
Artens utbredningsområde är Burma. Inga underarter finns listade i Catalogue of Life.